# 霍恩森湖
52°08′18″N 9°57′04″E / 52.138414°N 9.951081°E

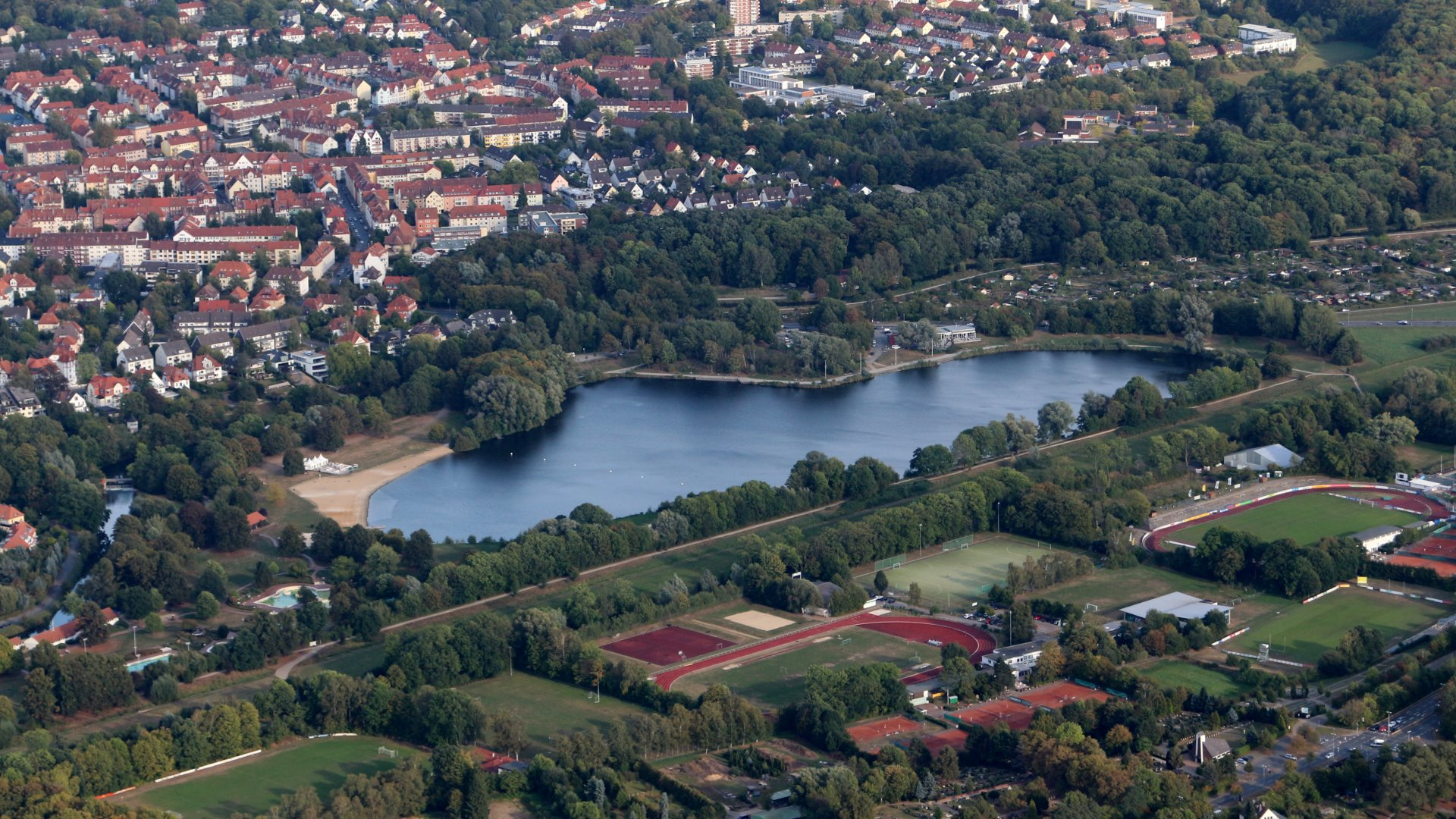

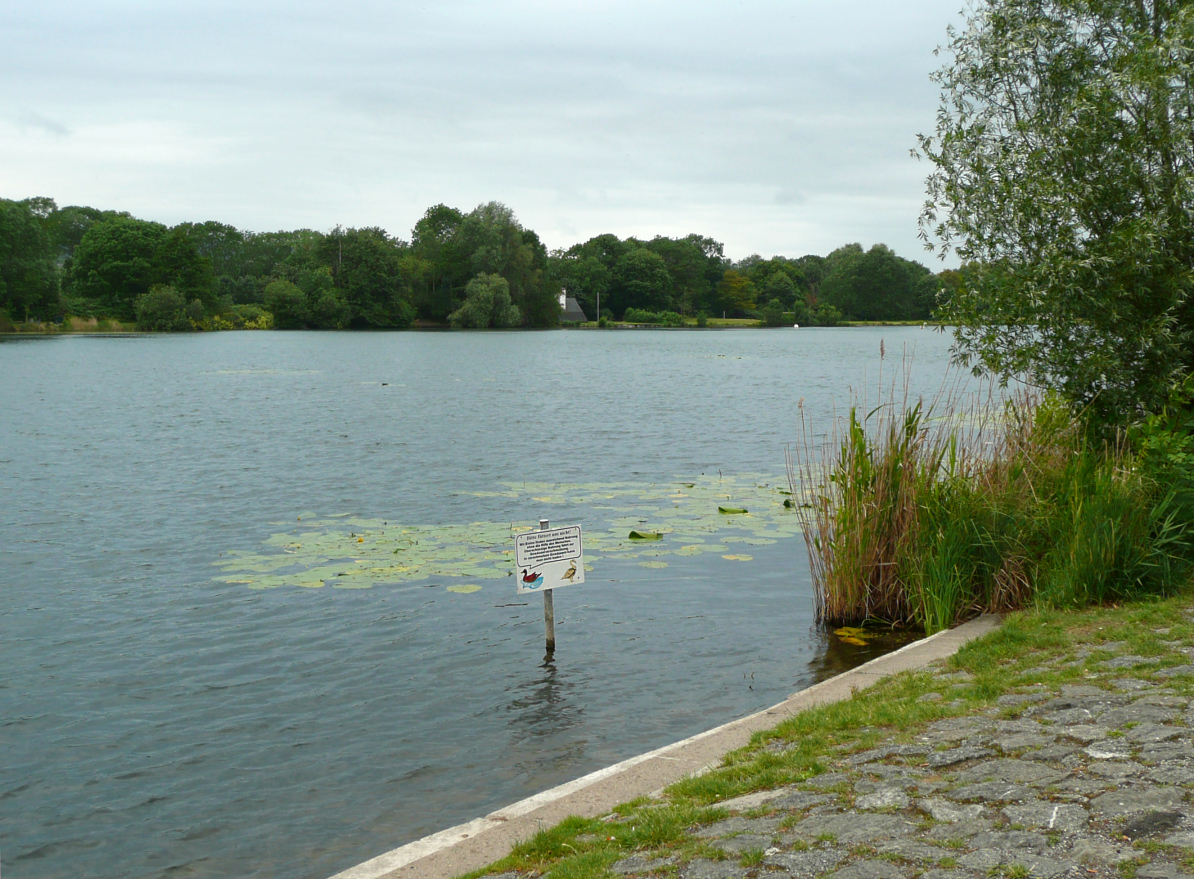

霍恩森湖（德語：Hohnsensee），是德國的湖泊，位於該國西北部，由下薩克森州負責管轄，處於希爾德斯海姆，長0.5公里、寬0.3公里，面積0.1平方公里，海拔高度85米。